# Samtgemeinde Lamspringe
De Samtgemeinde Lamspringe is een samenwerkingsverband (Samtgemeinde) van vijf kleinere gemeenten in het Landkreis Hildesheim in de Duitse deelstaat Nedersaksen. Gezamenlijk hebben de gemeenten nog geen 6.000 inwoners.

## Deelnemende gemeenten
- Harbarnsen
- Lamspringe
- Neuhof
- Sehlen
- Woltershausen